# Трудовской сельский совет (Крым)
 Трудовской сельский совет (укр. Трудівська сільська рада, крымскотат. Trudovoye köy şurası) — административно-территориальная единица в Симферопольском районе АР Крым Украины (фактически до 2014 года), ранее до 1991 года — в  составе Крымской области УССР в СССР, до 1954 года — в составе Крымской области РСФСР в СССР, до 1945 года — в составе Крымской АССР РСФСР в СССР.
Сельсовет образован в 1975 году из 7 сёл: Трудовое, Строгановка, Денисовка, Ивановка, Лазаревка, Дружное и Каменка. В 1989 году Каменка, решением ВР Украины, была передана в состав Симферополя, 23 марта 1995 года был образован и включён в состав совета посёлок Айкаван, 15 мая 2007 года — село Акрополис, 23 сентября 2009 года — Ана-Юрт.
Население по результатам переписи 2001 года свыше 8,6 тыс. человек.
К 2014 году сельсовет состоял из 9 сёл:
- Трудовое
- Акрополис
- Ана-Юрт
- Денисовка
- Дружное
- Ивановка
- Лазаревка
- Строгоновка

С 2014 года на месте сельсовета находится Трудовское сельское поселение.